# Tschechoslowakische Frauen-Feldhandballnationalmannschaft
Die tschechoslowakische Frauen-Feldhandballnationalmannschaft vertrat Tschechoslowakei bei Länderspielen und internationalen Turnieren.
Der größte Erfolg war die Bronzemedaille bei der Weltmeisterschaft 1949.

## Weltmeisterschaften
Die tschechoslowakische Handballnationalmannschaft nahm an einer der drei bis 1960 ausgetragenen Feldhandball-Weltmeisterschaften teil.
| Jahr | Gastgeberland  | Teilnahme bis…    | Ergebnis                   | Rang            |
| ---- | -------------- | ----------------- | -------------------------- | --------------- |
| 1949 | Ungarn         | Platzierungsrunde | Tschechoslowakei 2. Punkte | Bronzemedaille  |
| 1956 | BR Deutschland | keine Teilnahme   | keine Teilnahme            | keine Teilnahme |
| 1960 | Niederlande    | keine Teilnahme   | keine Teilnahme            | keine Teilnahme |